# Fiori
Fiori (с итал. — «Цветы») — песня известного итальянского певца и актёра Адриано Челентано из его сорокового альбома, Dormi amore, la situazione non è buona.

## Описание
Композиция была выпущена в 2008 году, как четвёртый и последний сингл с альбома Dormi amore, la situazione non è buona. Автор композиции — рэпер Неффа. В том же году под режиссурой Асканио Малгарини (итал. Ascanio Malgarini) на эту песню был снят мультипликационный 3D-клип. Сюжет клипа рассказывает о бегстве с Земли на Луну инопланетянина, который унёс с собой цветок, каким-то образом выросший из земли — высохшей и разрушенной. Реальные сцены, снятые в Пентедаттило, в провинции Реджо-Калабрия, покинутом после разрушительного землетрясения 1783 года, были соединены с компьютерными сценами.
Клип вышел 30 мая, в преддверии выпуска очередной книги из серии Corriere della Sera в сотрудничестве с Кланом Челентано, которая в тот раз была посвящена данному альбому. Это первый клип Челентано, в котором была использована трёхмерная графика.

## Список композиций
| №  | Название | Автор(ы) | Длительность |
| -- | -------- | -------- | ------------ |
| 1. | «Fiori»  | Неффа    | 3:06         |

## Участники записи
- Адриано Челентано — вокал.
- Ленни Кастро (итал. Lenny Castro) — перкуссия.
- Регги Хамилтон (англ. Reggie Hamilton) — бас-гитара.
- Майкл Томпсон (итал. Michael Thompson) — гитара.
- Майкл Ландау (англ. Michael Landau) — гитара.
- Алекс Алессандрони (итал. Alex Alessandroni) — фортепиано, клавинет.
- Джон Бислей (англ. John Beasley) — клавишные, орган Хаммонда.
- Эйб Лабориел-младший (англ. Abe Laboriel Jr.) — ударная установка.